# Marimar
Marimar – meksykańska telenowela z 1994 roku. Druga telenowela z Trylogii o Mariach (Trilogía de las Marías), którą również tworzą María Mercedes i Maria z przedmieścia z Thalíą w roli głównej. Oprócz ról tytułowych aktorka wykonała także piosenki przewodnie do wszystkich trzech części trylogii.

## Fabuła
Marimar mieszka z dziadkami. Rodzice jej już nie żyją. Dziewczyna mieszka w kiepskich warunkach, otoczona biedą. Niedaleko osady zamieszkałej przez Marimar znajduje się willa rodziny Santibanez. Ich syn - Sergio Santibanez poznaje Marimar i postanawia się z nią ożenić. Młodzi zapałali do siebie ogromnym uczuciem. Dla Marimar bogaty dom i nie zawsze przychylni jego mieszkańcy jest czymś nowym i nieznanym. Czy Marimar odnajdzie się w "nowej" rzeczywistości?

## Wersja polska
W Polsce telenowela była emitowana w paśmie wspólnym TV Regionalnej w 1999 r., po dwa odcinki dziennie, po około 30 minut, liczba odcinków wynosiła zatem 149, a nie 74. Większość odcinków była emitowana z polską czołówką dźwiękową. Opracowaniem wersji polskiej i udźwiękowieniem zajęła się Telewizja Polska SA oddział w Szczecinie. Autorem tekstu był Mieszko Kardyni. Lektorem serialu był Janusz Wachowicz.

## Obsada
- Thalía jako María del Mar „Marimar” Aldama Pérez/Bella Aldama (wszystkie 80 odcinków)[5]
- Eduardo Capetillo jako Sergio Santibáñez (80)
- Chantal Andere jako Angélica de Santibañez (80)
- Miguel Palmer jako Gustavo Aldama (8)
- Alfonso Iturralde jako Renato Santibañez (80)
- René Muñoz jako Padre Porres (79)
- Marta Zamora jako Perfecta (80)
- Ada Carrasco jako Mamá Cruz (45)
- Pituka de Foronda jako Tía Esperanza (9)
- Luis Gatica jako Chuy
- Kenia Gazcon jako Antonieta López
- Daniel Gaurvy jako Arturo
- Toño Infante jako Nicandro Mejía (72)
- Julia Marichal jako Corazón (3)
- Frances Ondiviela jako Brenda
- Marisol Santacruz jako Mónica (6)
- Tito Guízar jako Papá Pancho (45)
- Guillermo García Cantú jako Bernardo Duarte
- Ana Luisa Peluffo jako Selma (4)
- Agustín Manzo jako on sam
- Manuel Negrete jako on sam
- Julio Canessa jako on sam
- Alberto Santini
- Martha Ofelia Galindo jako Josefina
- Rafael del Villar jako Esteban
- Javier Gómez
- Nicky Mondellini jako Gema
- Fernando M. Gutierrez jako Chico
- Rosángela Balbó jako Eugenia
- Ricardo Blume jako Fernando Montenegro
- Juan Carlos Serrán jako Ulises
- Amairani jako Natalia Montenegro (1)
- Marcelo Buquet jako Rodolfo San Genís
- Serrana jako Alina
- Indra Zuno jako Inocencia del Castillo y Corcuera
- Hortensia Clavijo jako La Kukara
- Rafael Bazán
- Alejandra Ley
- Patricia Navidad jako Isabel
- Fernando Colunga jako Engr. Adrian Rosales
- Gabriela Carvajal jako Herminia (1)

## Nagrody i nominacje

### Premios ACE 1995
| Kategoria                        | Osoby             | Wynik   |
| -------------------------------- | ----------------- | ------- |
| Najlepszy program sceniczny roku | Verónica Pimstein | Wygrana |
| Najlepsza żeńska postać roku     | Thalía            | Wygrana |
| Najlepsza męska postać roku      | Eduardo Capetillo | Wygrana |
| Najlepsza reżyseria              | Beatriz Sheridan  | Wygrana |

Źródło:

### Premios TVyNovelas(1995)
| Kategoria                                                 | Osoby                                                     | Wynik     |
| --------------------------------------------------------- | --------------------------------------------------------- | --------- |
| Najlepsza protagonistka                                   | Thalía                                                    | Nominacja |
| Najlepszy protagonista                                    | Eduardo Capetillo                                         | Nominacja |
| Najlepsza antagonistka                                    | Chantal Andere                                            | Nominacja |
| Najlepszy antagonista                                     | Toño Infante                                              | Nominacja |
| Najlepszy aktor pierwszoplanowy                           | Tito Guizar                                               | Nominacja |
| Telenowela z najlepszym ratingiem w Stanach Zjednoczonych | Telenowela z najlepszym ratingiem w Stanach Zjednoczonych | Wygrana   |